# Су Сент Мари
Су Сент Мари (енгл. Sault Ste, Marie) је град у Канади у покрајини Онтарио. Према резултатима пописа 2011. у граду је живело 75.141 становника.

## Становништво
Према резултатима пописа становништва из 2011. у граду је живело 75.141 становника, што је за 0,3% више у односу на попис из 2006. када је регистровано 74.948 житеља.
| 2006.  | 2011.  |
| ------ | ------ |
| 74.948 | 75.141 |